# Taira no Kiyomori

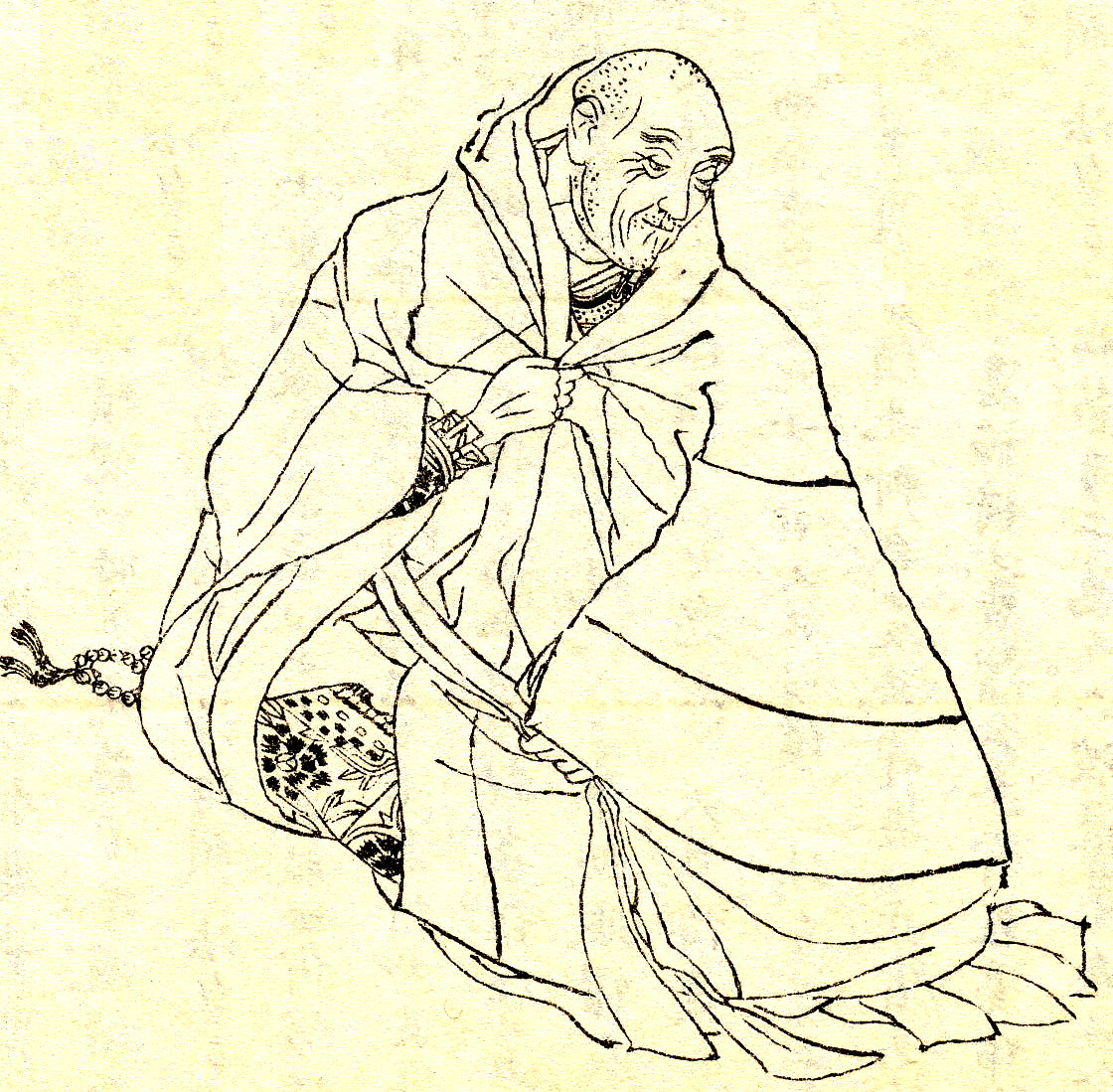

Taira no Kiyomori (平 清盛, 1118-1181) var en japansk militär ledare under Heianperioden. Han är känd för att ha skapat det första samuraidominerade styret i Japans historia.
Kiyomori tog kontrollen över Tairaklanen efter sin far Taira no Tadamoris död 1153. Efter att han tillsammans med Minamotoklanen slagit ned ett uppror blev Taira och Minamotoklanerna de mäktigaste i Japan. Men de tidigare allierade blev snart fiender när båda kämpade om enväldig kontroll över Japan. 1159 besegrade Kiyomori Minamotoklanen och dess ledare Minamoto no Yoshitomo dödades. Kiyomori ledde nu en av Japans mest inflytelserika klaner, men begick ett, skulle det senare visa sig, allvarligt misstag då han lät tre av Yoshitomos söner leva och skickade dem i exil. 
Kiyomori lyckades manipulera den pensionerade kejsaren Go-Shirakawa och klättrade på den politiska skalan. 1167 blev han utnämnd till Daijō Daijin, chefsminister i regeringen, och de facto förvaltare av den kejserliga regeringen. Han avsade sig ledarskapet över Tairaklanen, något som gjorde adelsmän som inte var krigare ännu argare. 1180 kallade kejsarens bror tillbaka Yoshitomo no Minamotos söner för att avsätta Kiyomori, och Genpei-kriget bröt ut. Året därpå dog Kiyomori av sjukdom. En legend berättar att Kiyomoris feber var så hög att om någon kom nära honom skulle han bli så svårt bränd att hans lik skulle behöva ligga att kallna i flera timmar.